# Mikkjal á Ryggi

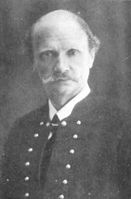
Mikkjal á Ryggi

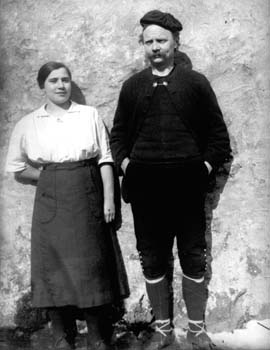
Bina und Mikkjal á Ryggi

Mikkjal Dánjalsson á Ryggi (* 17. Oktober 1879 in Miðvágur, Färöer; † 20. Oktober 1956 in Tórshavn) 
war ein färöischer Lehrer, Schriftsteller und Politiker der für die Selbstverwaltung kämpfenden Partei Sjálvstýrisflokkurin.
Er lebte in Miðvágur und Gásadalur.

## Leben
Nach dem Besuch der Volksschule in seinem Heimatort und der Realschule in Tórshavn ging er für die weitere Ausbildung nach Dänemark, wo er zunächst von 1900 bis 1901 in Hillerød die Frederiksborg-Hochschule (heute Grundtvigs Højskole) besuchte und anschließend von 1901 bis 1902 in Askov die dortige Heimvolkshochschule.
Er ging dann zurück auf die Färöer und arbeitete bis 1945 als Lehrer in Bøur und Gásadalur. Von 1930 bis 1933 war er darüber hinaus Vorsitzender der färöischen Lehrervereinigung (Føroya Lærarafelag).
Im politischen Leben war er von 1915 bis 1919 Bürgermeister der Gemeinde Miðvágur und saß als Abgeordneter des Sjálvstýrisflokkurin von 1924 bis 1928 im Løgting. 
Bekannt ist er jedoch vor allem für seine Tätigkeit als Schriftsteller und Dichter. Neben dem Verfassen zahlreicher Liedertexte, insbesondere religiöser Art, beschäftigte er sich auch mit dem Abfassen von Schulbüchern (Landeskunde, Tier- und Pflanzenkunde) in färöischer Sprache. Zu seiner Zeit gab es diese noch kaum. Dabei halfen ihm auch die Kenntnisse im Zeichnen, die er durch die US-amerikanische Malerin und Botanikerin Elizabeth Taylor erworben hatte, als diese eine gewisse Zeit auf den Färöern lebte. Mikkjal á Ryggi schrieb des Weiteren auch die erste färöische Dorfgeschichte.
Im höheren Alter wurde er dauerhaft krank und verbrachte die letzten sieben Jahren seines Lebens als Patient im Tuberkulose-Sanatorium in Hoydalar.

## Familie
Mikkjal á Ryggi wurde 1879 in Miðvágur geboren. Seine Eltern waren Dánjal Pauli Michelsen aus Miðvágur und Maren Margrethe Petersen aus Sandavágur. Verheiratet war Mikkjal mit Bina Joensen aus Gásadalur. Die Ehe blieb jedoch kinderlos.

## Werke (Auswahl)
- Landalæra I (mit A. Thomsen) (1926)
- Dýralæra I (1935)
- Miðvinga søga (1940)
- Fuglabókin (1951)
- Yrkingar (1954)